# Hypnotic Eye
Hypnotic Eye es el decimotercer y último álbum de estudio del grupo estadounidense Tom Petty and the Heartbreakers, publicado por la compañía discográfica Reprise Records en julio de 2014. El álbum debutó en el número uno de la lista estadounidense Billboard 200, convirtiéndose en el primer trabajo de Petty en alcanzar lo más alto de la lista en su carrera musical.

## Historia
Las primeras sesiones de grabación de Hypnotic Eye tuvieron lugar en agosto de 2011 en The Clubhouse, un local de ensayo del grupo en Los Ángeles (California), donde grabaron «Burn Out Town». David Fricke, periodista de Rolling Stone, anunció que el álbum tendría once temas, incluyendo títulos como «American Dream Plan B», «Fault Lines», «Red River», «Silence» y «Shadow People». El álbum también fue promocionado como un retorno estilístico a trabajos como Tom Petty and the Heartbreakers (1976) y You're Gonna Get It! (1978).

## Promoción
En una entrevista con Fricke en Rolling Stone, Tom Petty prometió que el grupo saldría de gira en promoción del nuevo trabajo, con residencias en varios teatros de Nueva York y Los Ángeles. Las declaraciones de Petty fueron confirmadas cuando el grupo anunció Hypnotic Eye a mediados de mayo de 2014. La gira norteamericana del grupo tendrá lugar entre el 3 de agosto y el 10 de octubre, y cada entrada incluirá una copia del nuevo disco.
El 10 de junio, la canción «American Dream Plan B» fue publicada como primer sencillo del álbum, junto a dos temas extra, «Red River» y «U Get Me High», desde la página web del grupo y en tiendas digitales. Un mes después, se publicó un sencillo en CD con «American Dream Plan B» y «U Get Me High» y un cupón descuento de dos dólares sobre Hypnotic Eye.
La canción «Forgotten Man» fue publicada a través de la página web del grupo y en tiendas digitales el 24 de junio, seguida por «Fault Lines» el 15 de julio, como sencillos promocionales de Hypnotic Eye.

## Lista de canciones
Todas las canciones escritas y compuestas por Tom Petty excepto donde se anota. 
| N.º | Título                                                   | Duración |  |
| 1.  | «American Dream Plan B»                                  | 3:00     |  |
| 2.  | «Fault Lines»                                            | 4:28     |  |
| 3.  | «Red River»                                              | 3:59     |  |
| 4.  | «Full Grown Boy»                                         | 3:26     |  |
| 5.  | «All You Can Carry»                                      | 4:34     |  |
| 6.  | «Power Drunk»                                            | 4:39     |  |
| 7.  | «Forgotten Man»                                          | 2:48     |  |
| 8.  | «Sins of My Youth»                                       | 3:49     |  |
| 9.  | «U Get Me High»                                          | 4:11     |  |
| 10. | «Burnt Out Town»                                         | 3:05     |  |
| 11. | «Shadow People»                                          | 6:37     |  |
| 12. | «Playin' Dumb» (Tema extra en edición digital y Blu Ray) |          |  |

## Personal
- Tom Petty: voz y guitarra rítmica
- Mike Campbell: guitarra principal
- Scott Thurston: guitarra rítmica y armónica
- Benmont Tench: piano y órgano
- Ron Blair: bajo
- Steve Ferrone: batería y percusión
- Ryan Ulyate: productor musical

## Posición en listas
| País           | Lista                   | Posición |
| -------------- | ----------------------- | -------- |
| Australia      | ARIA Albums Chart       | 30       |
| Alemania       | Media Control Charts    | 5        |
| Austria        | Austrian Top 75 Albums  | 18       |
| Canadá         | Canadian Albums Chart   | 1        |
| Dinamarca      | Danish Albums Charts    | 12       |
| Estados Unidos | Billboard 200           | 1        |
| Noruega        | Norwegian Top 40 Albums | 16       |
| Nueva Zelanda  | New Zealand Music Chart | 10       |
| Reino Unido    | UK Albums Chart         | 7        |
| Suecia         | Swedish Albums Chart    | 6        |